# Ван Чанлин
Ван Чанлин (кит. трад. 王昌齡, упр. 王昌龄, пиньинь Wáng Chānglíng; 698—756) — китайский поэт времен династии Тан. Второе имя — Шао Бо (кит. 少伯). Родился в Тайюани провинции Шаньси. По другим источникам — в Цзянькане, около современного Нанкина. Успешно сдав экзамены на цзиньши, был назначен на важные должности, в том числе в Сишуй (кит. 汜水, современный Синъян в провинции Хэнань). К концу своей жизни был управляющим уезда Цзяннин. Погиб во время восстания Ань Лушаня.
Был представителем пограничной поэзии. Описывал сражения и битвы в западном Китае. Один из трех (вместе с Ван Чжихуанем и Гао Ши) участников известного Соревнования в трактире.

## Творчество
Сохранилось около 180 произведений, которые можно разделить на две группы: пограничная поэзия («В военном походе») и гражданская (лирическая и бытовая) поэзия («Женщина из Чжэцзяна»).
Его произведения входят в антологию Триста танских поэм.